# قلعه هریدوک
قلعه هریدوک مربوط به دوره قاجار است و در شهرستان لاشار ، روستای هریدوک واقع شده و این اثر در تاریخ ۱۲ بهمن ۱۳۸۱ با شمارهٔ ثبت ۷۲۶۲ به‌عنوان یکی از آثار ملی ایران به ثبت رسیده است.